# Space Truckin'
Space Truckin' è un brano del gruppo hard rock inglese dei Deep Purple contenuto nell'album Machine Head del 1972 (della formazione Mark II del gruppo). Space Truckin' è una delle più note canzoni della band, ultimo singolo e ultima traccia di Machine Head, sesto lavoro della band.

## Descrizione
Il brano live tratto da Made in Japan comincia con il consueto riff eseguito da Jon Lord sull'hammond, dopo l'introduzione ritmata della batteria di Ian Paice, Ian Gillan concentra tutta la sua potenza ed espressività vocale, soprattutto durante il ritornello e le strofe seguenti, nelle quali controlla perfettamente il suo vibrato. Blackmore e Glover accompagnano virtuosamente il tutto. Interviene poi Jon Lord che si esibisce in una sensazionale e memorabile improvvisazione con l'organo hammond. Lord si getta poi a metà jam in un violento, quasi caotico e incredibile assolo accompagnato dalla martellante batteria di Ian Paice, richiamando quasi una collisione catastrofica dell'astronave della canzone. Vi è poi una parte lenta suonata da Ritchie Blackmore dove con la chitarra crea un suono simile ad un violoncello, che può descrive la scena dopo la collisione. Il brano si conclude bruscamente, per poi ripartire all'improvviso con un incredibile assolo finale suonato da tutti i componenti.
Space Truckin’ è entrato stabilmente nel repertorio live della formazione Mark II insieme a tre altri pezzi dell'album (Highway Star, Smoke on the Water e Lazy), ed è infatti presente su diversi album dal vivo, tra cui Made in Japan del 1972.
Inizialmente la versione dal vivo comprendeva una sezione strumentale tratta da Mandrake Root di Shades of Deep Purple, che è stata poi sviluppata per ospitare gli assoli di organo Hammond di Jon Lord e di chitarra di Ritchie Blackmore. Blackmore spesso includeva nell'assolo l'improvvisazione di “violoncello” tratto da Fools di Fireball, come nella versione contenuta in Made in Japan. Il brano dal vivo veniva dilatato fino a durare oltre 20 minuti, e veniva usato per chiudere i concerti.
Dopo la ricostituzione del gruppo nel 1984, gli arrangiamenti di Space Truckin’ sono stati rivisti, per includere frammenti di altre canzoni.

## Formazione
- Ian Gillan - voce, armonica
- Ritchie Blackmore - chitarra, seconde voci
- Jon Lord - piano, organo, tastiere, seconde voci
- Roger Glover - basso
- Ian Paice - batteria

## Cover
- I Dream Theater hanno realizzato un disco cover dell'album Made in Japan che contiene anche una versione di Space Truckin’.
- Arjen Anthony Lucassen ha fatto una cover del brano con gli Star One durante il tour europeo del 2002, contenuta nel DVD di Live on Earth.
- Gli Overkill hanno inserito una versione di Space Truckin’ nel loro album Coverkill del 1999.
- il gruppo hard rock serbo Cactus Jack ha fatto una cover del brano nel loro album Deep Purple Tribute del 2003.
- Il gruppo industrial metal statunitense Ministry ha inserito una versione del brano nel loro album di cover Cover Up.
- I Tesla hanno fatto una cover di Space Truckin’sull'album Real to Reel.
- Il gruppo thrash metal statunitense Vengeance Rising ha inserito una cover del brano nel loro album Once Dead del 1990.
- William Shatner ha fatto una cover della canzone nel suo album Seeking Major Tom.
- La versione degli Iron Maiden compare sull'album tributo Re-Machined: A Tribute to Deep Purple's Machine Head del 2012.

## Uso nei media
La canzone compare nel videogioco Guitar Hero: Van Halen del 2009.